# Adolf Wallichs
Adolf Wallichs (* 5. November 1869 in Neumünster; † 14. Mai 1959 in Aachen) war ein deutscher Maschinenbauingenieur und Hochschullehrer für Werkzeugmaschinenbau und Betriebslehre sowie Leiter des Werkzeugmaschinenlabors WZL der RWTH Aachen und mehrfacher Rektor der RWTH Aachen.

## Leben und Wirken
Nach seiner Schulzeit und obwohl ohne Abitur studierte Wallichs ab 1889 Maschinenbau an der Technischen Hochschule Karlsruhe und an der Technischen Hochschule (Berlin-)Charlottenburg. Während seines Studiums wurde er 1889/1890 Mitglied der Landsmannschaft Fidelitas Karlsruhe. Nach dem Studienabschluss im Jahr 1894 sammelte er anschließend Erfahrungen als Konstrukteur bei dem Unternehmen Maschinenbau R. Wolf Magdeburg-Buckau, bevor er ab 1896 als wissenschaftlicher Assistent bei Alois Riedler wieder an der Technischen Hochschule Charlottenburg tätig war. 1900 wechselte Wallichs als Oberingenieur und Betriebsdirektor zur Maschinenbauabteilung der Friedrich Wilhelms-Hütte in Mülheim an der Ruhr.
Zum 1. Juli 1906 folgte er schließlich dem Ruf als ordentlicher Professor für Werkzeugmaschinen- und Betriebslehre und Konstruktion von Bergwerksmaschinen an der Technischen Hochschule Aachen. Hier blieb er bis zu seiner Emeritierung 1935 und leitete die Hochschule als Rektor von 1913 bis 1915 in der Nachfolge von August Hirsch und im Studienjahr 1919/1920 als Nachfolger von Friedrich Klockmann. Darüber hinaus begründete der mittlerweile zum Geheimen Regierungsrat ernannte Adolf Wallichs das Werkzeugmaschinenlaboratorium, das von Beginn an zu den international besten Einrichtungen dieser Art gehörte und später von Herwart Opitz weitergeführt und ausgebaut wurde. Durch die Übersetzung der beiden Werke von Frederick Winslow Taylor On the Art of Cutting Metals und Shop Management, die Wallichs 1907 und 1909 veröffentlichte, trug er unter anderem zu einer stärkeren Berücksichtigung des Taylor-Systems in Deutschland bei.
Darüber hinaus gehörte Wallichs zu den Mitinitiatoren, die die wissenschaftlich-technischen Forschungen im Bereich Flugzeugbau der Technischen Hochschule, das entsprechende öffentliche Interesse sowie die notwendige Koordination eines geplanten Langstreckenflugs nach Berlin zusammenführten, wodurch es 1911 zur Gründung des Aachener Vereins für Luftschifffahrt kam. Vier wissenschaftliche Vereine, der Aachener Bezirksverband im Verein Deutscher Ingenieure, die Gesellschaft für Erd- und Witterungskunde, die naturwissenschaftliche Vereinigung zu Aachen und der Elektrotechnische Verein sowie 76 Privatpersonen, darunter neben Wallichs die Professoren Hugo Junkers, Hans Jacob Reissner, August Hertwig, Georg Frentzen, Felix Rötscher, der Flugpionier Erich Lochner, der amtierende Oberbürgermeister Philipp Veltman, Behördenvertreter, Stadtverordnete, Offiziere und acht Ehefrauen, darunter die Damen Lochner, Polis, Rötscher, Reissner und Delius, zählten zu den Unterzeichnern der Gründungsurkunde. Mehr als 170 Mitglieder traten dem Verein bei.
Zu Beginn der Zeit des Nationalsozialismus gehörte Wallichs – ohne Mitglied der NSDAP zu sein, allerdings gehörte er der SA an – mit den ehemaligen Rektoren Felix Rötscher, Hubert Hoff, Hermann Bonin und Robert Hans Wentzel dem Denunziationsausschuss an, der sich unter anderem mit der Überprüfung der vom ASTA (Allgemeiner Studentenausschuss) und den Studentenführern auf Grund angeblich kommunistischen Gedankenguts oder regimekritischen Verhaltens von Kollegen und Studierenden gemeldeten Fälle beschäftigte. Durch die Weiterleitung dieser Meldungen an den Reichskommissar im Erziehungsministerium Bernhard Rust wurde den nicht arischen Professoren Otto Blumenthal, Arthur Guttmann, Walter Fuchs, Ludwig Hopf, Theodore von Kármán, Paul Ernst Levy, Karl Walter Mautner, Alfred Meusel, Leopold Karl Pick, Rudolf Ruer, Hermann Salmang und Ludwig Strauss ab September 1933 nach dem Gesetz zur Wiederherstellung des Berufsbeamtentums die Lehrerlaubnis entzogen. Ansonsten konnte sich Wallichs politisch weitgehend neutral halten. Dies führte zu einer notwendig gewordenen Bestätigung seiner regimetreuen Einstellung durch seinen Mitarbeiter und stellvertretenden Dozentenbundführers Herwart Opitz. Wallichs kam weiteren Beeinflussungsversuchen schließlich durch seine vorzeitige Emeritierung zuvor.
Bereits 1934 wurde Adolf Wallichs von der Technischen Hochschule Hannover die Ehrendoktorwürde (als Dr.-Ing. E. h.) verliehen. Die Technische Hochschule Aachen ernannte ihn ...in Anerkennung seiner hervorragenden Verdienste, die er sich in seiner nahezu 30jährigen Tätigkeit als Lehrer und Forscher um die RWTH Aachen erworben hat am 1. November 1949 zum Ehrensenator. Im selben Jahr wurde er Ehrenmitglied des Vereins Deutscher Ingenieure (VDI).